# Jättevial
Jättevial (Lathyrus grandiflorus) är en ört i familjen ärtväxter. Förekommer från Italien till Albanien och Bulgarien. Odlas som prydnadsväxt i Sverige.
Flerårig kal, klängande ört, till över 2 m. Stjälken och bladskaften är ej vingkantade. Blad parbladiga med ett bladpar och ett grenigt klänge. Småbladen är elliptiska 2,3-3,7 cm långa, 1,2-2,5 cm breda, något vågiga. Blommorna sitter ensamma eller i par, på en 2-4 cm lång stjälk i bladvecken. De blir 3-4 cm långa, med djupt rosa segel, karmosinrosa vingar och blekt rosa köl. Blommar i juli-augusti.
Artepitetet grandiflorus (lat.) betyder "storblommig".